# Боборыкин, Константин Николаевич
Константин Николаевич Боборыкин (1829—1904) — русский военный и государственный деятель; генерал-лейтенант, оренбургский (1866—1875) и орловский (1875—1888) губернатор.

## Биография
Родился 13 (25) сентября 1829 года. Происходил из дворянского рода Ярославской губернии Боборыкиных — сын генерал-майора Николая Лукьяновича Боборыкина (1794—1860) от брака с Елизаветой Фёдоровной Киссель. По отцу приходился правнуком генерал-аншефу Е. П. Кашкину.
Учился в Михайловском артиллерийском училище; с сентября 1844 года — фейерверкер в чине юнкера.
В мае 1849 года был определён на службу прапорщиком в конно-артиллерийскую батарею № 8, в 1851 году назначен бригадным квартирмейстером 4-й конно-артиллерийской бригады, в 1852 году — бригадным адъютантом, в 1854 году — старшим адъютантом начальника артиллерии 3-го, 4-го и 5-го пехотных корпусов. В 1854 году был произведён в чин поручика, а в 1855 году определён адъютантом к начальнику штаба артиллерии Южной армии и конно-сухопутных и морских сил в Крыму. Участвовал в Крымской войне, за отличие в боевых действиях в 1855 году произведён в штаб-ротмистры. В Кишинёве и Севастополе служил вместе с Львом Толстым, с которым позже состоял в переписке. В 1857 году был прикомандирован к штабу императора с назначением на должность адъютанта начальника штаба и в 1859 году произведён в капитаны.
В 1861 году был назначен первым российским консулом в Урге с произведением в подполковники. В инструкции министра иностранных дел А. М. Горчакова говорилось о том, что консульство должно внушать всем русским купцам в Урге «избегать всяких спорных дел, дабы на первых порах не породить препятствий развитию сухопутной торговли в тамошнем крае». К зиме этого же года Боборыкин уехал в Пекин, осенью 1862 года возвратился в Ургу, а весной 1863 — покинул Монголию навсегда. С 1863 года — полковник.
В 1864 году Боборыкин был причислен к Министерству иностранных дел. С 8 июня 1865 года исполнял должность оренбургского губернатора, одновременно занимая должность наказного атамана Оренбургского казачьего войска; 27 марта 1866 года вместе с производством генерал-майоры на основании Манифеста 1762 года, был утверждён в должности губернатора, которую исполнял до 11 марта 1875 года. В 1866—1868 годах исполнял также должности командующего войсками Оренбургского военного округа и Оренбургского генерал-губернатора. Содействовал открытию Верхнеуральского уездного училища (1870), женских прогимназий в городах Оренбург (1867) и Троицк (1873), более 300 казачьих школ; совместно с Н. А. Крыжановским— учреждению Оренбургского губернского статистического комитета (1866) и Оренбургского отдела Русского географического общества (1867).
В период с 11 марта 1875 года по 21 января 1888 года — орловский губернатор. При его активном содействии открылась Орловская торговая биржа, были построены два первых постоянных моста через реки Оку (Мариинский мост, в честь императрицы Марии; ныне Красный мост) и Орлик (Александровский мост, в честь императора Александра II). Во время русско-турецкой войны 1877—1878 годов Боборыкин приложил немало усилий для организации в губернии посильной помощи раненым и больным солдатам. С 30 августа 1879 года — генерал-лейтенант.
По словам К. Ф. Головина, Боборыкин был «человек желчный, завистливый и совсем беспомощный. Так и казалось, что всю жизнь ему делали неприятности семья, и общество, и начальство. Он был сердит на весь мир и всего более — на своих орловских дворян».
Был уволен от службы «по болезни» 30 января 1888 года. Скончался в Москве 5 (18) февраля 1904 года; похоронен на Ваганьковском кладбище; могила утрачена.

## Награды
Награждён орденами Российской империи: Белого Орла; Св. Анны 1‑й, 2‑й, 3‑й (с бантом) и 4‑й (с надписью «за храбрость») степеней; Св. Владимира 2-й, 3-й и 4-й степеней (с бантом); Св. Станислава 1-й и 2-й степени (с мечами и императорской короной).

## Семья
Жена (с 1863) — Юлия Сергеевна Кашкина (1838—1909), дочь избежавшего наказания декабриста С. Н. Кашкина и сестра Н. С. Кашкина. Родилась в имение в Нижних Прысках и воспитывалась дома. По словам родственника, «темноволосая и темноглазая, некрасивая, но хорошо сложенная», мадам Боборыкина «получила прекрасное образование и проявляла немало дарований в живописи. Обладая характером властным и тяжелым, она разошлась с мужем после 25-летнего брака с ним». Скончалась в феврале 1909 года в Арозе, в Швейцарии, в доме дочери своей. Тело ее было перевезено в Москву и похоронено рядом с мужем на Ваганьковском кладбище. В браке имела пятерых детей. Из них дочь Екатерина (1876) была замужем за Григорием Николаевичем Овсянико-Куликовским.